# Georgisk politik

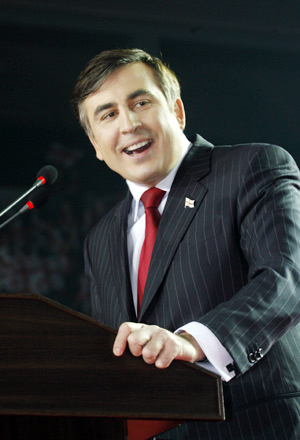
En av Georgiens före detta presidenter, Micheil Saakasjvili

Georgisk politik är strukturerad som en presidentiell representativ demokrati (semi-presidentiskt system), med ett flerpartisystem, med presidenten som statschef och premiärministern som chef över Georgiens kabinett. Verkställande makt utövas av regeringen. Den lagstiftande makten ligger hos både regering och parlament. Efter Rosenrevolutionen 2003 dominerades partisystemet av Enade Nationella Rörelsen, ledd av Micheil Saakasjvili. I valet 2012 utmanades Saakasjvili för första gången på allvar genom Bidzina Ivanisjvilis koalition Georgiska drömmen. I parlamentsvalet 1 oktober 2012 vann oppositionen och därmed tillträdde den 25 oktober 2012 regeringen Ivanisjvili.

## President
Huvudartikel: Georgiens president
Förr hade presidenten en stark ställning över regering och parlament. Han är statschef och har den verkställande makten. Presidenten representerar landet i utrikesförbindelser, bildar regering och utser högre tjänstemän. Georgiens president från 2004 till 2013 var Micheil Saakasjvili med sitt regeringsparti Enade Nationella Rörelsen. Saakasjvili vann två val, 2004 och 2008. Georgiens president får sitta över maximalt två mandatperioder. Saakasjvilis föregångare var Georgiens första demokratiskt valda president Zviad Gamsachurdia, och därefter Eduard Sjevardnadze som störtades genom Rosenrevolutionen 2003. Innan Saakasjvilis båda mandatperioder har Nino Burdzjanadze agerat tillförordnad president.
I oktober 2018 valde georgierna en ny president för de kommande sex åren. Den självständiga presidentkandidaten Salomé Zurabisjvili blev Georgiens första kvinnliga president. Dåvarande presidenten, Giorgi Margvelashvili, ställde inte upp till omval och det regerande partiet, Georgisk dröm, nominerade inte någon annan kandidat. I stället stödde Georgisk dröm den självständige kandidaten Zurabishvili.
Regerande partiet 2012 flyttade detta år över all politisk makt till parlamentet och premiärministern. Presidenten har, efter en grundlagsändring 2017, bara symbolisk makt. 

## Regering
Huvudartikel: Georgiens regering, Georgiens parlament och Georgiens premiärminister
Regeringschefen är premiärministern. Han väljs med kabinettet på förslag från talmannen. Den nuvarande regeringen har suttit vid makten sedan valet den 1 oktober 2012. De tillträdde officiellt den 25 oktober 2012 då de godkändes av det georgiska parlamentet. Regeringen har en ung medelålder, och nästan samtliga har utbildat sig eller arbetat i väst. Dåvarande premiärminister var Bidzina Ivanisjvili som nominerade regeringen Ivanisjvili som tillträdde 25 oktober.
Politiken i Georgien präglas i hög grad av oligarken Bidzina Ivanishvilis inflytande. Han styr landet bakom kulisserna. Ivanishvili satt själv ett år som premiärminister och när han avgick år 2013 tillsatte han sina förtrogna på viktiga poster inom administrationen.  I november 2020 vann det styrande regeringspartiet Georgisk dröm, ledes av Bidzina Ivanishvili, parlamentsvalet i Georgien. Oppositionspartiet Förenade nationella rörelsen (UNM) accepterade inte valresultatet.

### Ministerposter
| Titel                                                                                     | Minister              | Period            | Parti                                 |
| ----------------------------------------------------------------------------------------- | --------------------- | ----------------- | ------------------------------------- |
| Premiärminister                                                                           | Bidzina Ivanisjvili   | 25 oktober 2012 – | Georgisk dröm – demokratiska Georgien |
| Finansminister                                                                            | Nodar Chaduri         | 25 oktober 2012 – | Georgisk dröm – demokratiska Georgien |
| Minister för ekonomi och hållbar utveckling                                               | Giorgi Kvirikashvili  | 25 oktober 2012 – | Partilös                              |
| Hälso- arbetskraft- och socialminister                                                    | Davit Sergejenko      | 25 oktober 2012 – | Partilös                              |
| Energiminister                                                                            | Kacha Kaladze         | 25 oktober 2012 – | Georgisk dröm – demokratiska Georgien |
| Inrikesminister                                                                           | Irakli Gharibasjvili  | 25 oktober 2012 – | Georgisk dröm – demokratiska Georgien |
| Justitieminister                                                                          | Tea Tsulukiani        | 25 oktober 2012 – | Vårt Georgien – Fria Demokraterna     |
| Utrikesminister                                                                           | Maia Pandzjikidze     | 25 oktober 2012 – | Georgisk dröm – demokratiska Georgien |
| Utbildnings- och forskningsminister                                                       | Giorgi Margvelasjvili | 25 oktober 2012 – | Partilös                              |
| Minister för inrikes tvångsförflyttade från ockuperade territorier, boende och flyktingar | Davit Darachvelidze   | 25 oktober 2012 – | Nationellt forum                      |
| Miljöskydd- och naturresursminister                                                       | Chatuna Gogoladze     | 25 oktober 2012 – | Partilös                              |
| Försvarsminister och Vice premiärminister                                                 | Irakli Alasania       | 25 oktober 2012 – | Vårt Georgien – Fria Demokraterna     |
| Jordbruksminister                                                                         | Davit Kirvalidze      | 25 oktober 2012 – | Partilös                              |
| Kriminalvårdsminister                                                                     | Sozar Subari          | 25 oktober 2012 – | Georgisk dröm – demokratiska Georgien |
| Kultur- och monumentskyddsminister                                                        | Guram Odisjaria       | 25 oktober 2012 – | Georgisk dröm – demokratiska Georgien |
| Idrotts- och ungdomsminister                                                              | Levan Kipiani         | 25 oktober 2012 – | Georgisk dröm – demokratiska Georgien |
| Minister för Euro-Atlantiska integrationen                                                | Aleksi Petriasjvili   | 25 oktober 2012 – | Vårt Georgien – Fria Demokraterna     |
| Återintegrationsminister                                                                  | Paata Zakareisjvili   | 25 oktober 2012 – | Georgiens republikanska parti         |
| Minister för diasporaärenden                                                              | Kote Surguladze       | 25 oktober 2012 – | Vårt Georgien – Fria Demokraterna     |
| Anställningsminister                                                                      | Kacha Sakandelidze    | 25 oktober 2012 – | Partilös                              |

## Politiska partier och val

### Presidentvalet 2004

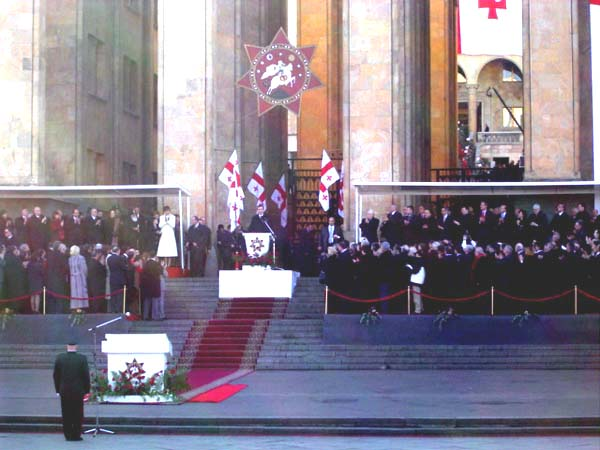
Micheil Saakasjvili svär presidenteden efter valet, januari 2004

| Kandidater och nominerande partier                         | Röster    | %     |
| ---------------------------------------------------------- | --------- | ----- |
| Micheil Saakasjvili - Enade Nationella Rörelsen            | 1,692,728 | 96,0  |
| Teimuraz Sjasjiasjvili                                     | 33,868    | 1,9   |
| Roin Liparteliani                                          | 4,248     | 0,2   |
| Zaza Sicharulidze                                          | 4,098     | 0,2   |
| Kartlos Garibasjvili                                       | 3,582     | 0,2   |
| Zurab Kelechsasjvili                                       | 1,631     | 0,1   |
| Övriga                                                     | 22,817    | 1,3   |
| Totalt 82,8% röstdeltagande, 1,762,972 registrerade röster | 1,762,972 | 100,0 |

### Presidentvalet 2008

Karta över röstningsresultatet i presidentvalet 2008

| Partier och allianser                                                                             | Röster    | %    | Platser i parlamentet |
| ------------------------------------------------------------------------------------------------- | --------- | ---- | --------------------- |
| Enade Nationella Rörelsen                                                                         | 1,027,070 | 67,0 | 135                   |
| Högeroppositionen (Nya Högern och industrin kommer rädda Georgien)                                | 116,282   | 7,6  | 15                    |
| Demokratiska unionen för återupplivande                                                           |           | 6,0  | -                     |
| Georgiska arbetarpartiet                                                                          |           | 5,8  | -                     |
| Frihetsrörelsen                                                                                   |           | 4,2  | -                     |
| Nationaldemokratiska alliansen (Nationaldemokratiska partiet och Georgiska traditionalistunionen) |           | 2,5  | -                     |
| Dzjumber Patiasjvili - Enighet                                                                    |           | 2,4  | -                     |
| Ledamöter som valts in i ensitsiga valkretsar                                                     |           |      | 75                    |
| Ledamöter som representerar omplacerade personer från utbrytarregionen Abchazien                  |           |      | 10                    |
| Totalt                                                                                            | 1,518,751 |      | 235                   |

- Källa: Civil.ge

### Parlamentsvalet 2012
I parlamentsvalet den 1 oktober 2012 stod valstriden främst mellan regeringspartiet Enade nationella rörelsen och den oppositionella partikoalitionen Georgiska drömmen som leds av partiet Georgisk dröm – demokratiska Georgiens ledare Bidzina Ivanisjvili.